# Barrettali
Barrettali település Franciaországban, Haute-Corse megyében. Lakosainak száma 160 fő (2022. január 1.). Barrettali Pino, Canari, Luri és Pietracorbara községekkel határos.

## Népesség
A település népességének változása:
| Lakosok száma | 232  | 145  | 138  | 155  | 130  | 131  | 133  | 132  | 132  | 160  |
|               | 1968 | 1982 | 1990 | 2006 | 2013 | 2015 | 2017 | 2019 | 2020 | 2022 |

| Népesség változása | Népesség változása | Népesség változása |
| Év                 | Lakosság           | ±%                 |
| ------------------ | ------------------ | ------------------ |
| 1962               | 230                | —                  |
| 1968               | 232                | +0,9%              |
| 1975               | 186                | −19,8%             |
| 1982               | 145                | −22,0%             |
| 1990               | 138                | −4,8%              |
| 1999               | 131                | −5,1%              |
| 2008               | 159                | +21,4%             |